# Dorsa di 433 Eros
Segue una lista dei dorsa presenti sulla superficie di 433 Eros. La nomenclatura di 433 Eros è regolata dall'Unione Astronomica Internazionale; la lista contiene solo formazioni esogeologiche ufficialmente riconosciute da tale istituzione.
I dorsa di Eros portano i nomi di astronomi che hanno contribuito all'esplorazione ed allo studio dell'asteroide.
Sono tutte state identificate durante la missione della sonda NEAR, l'unica ad avere finora raggiunto Eros.

## Prospetto
| Dorsum        | Eponimo | Latitudine | Longitudine | Diametro |
| ------------- | --- | ---------- | ----------- | -------- |
| Finsen Dorsum | William Stephen Finsen - Astronomo sudafricano (1905-1979) che nel 1931 con Willem van den Bos ha determinato visivamente la forma di Eros. | 48° S      | 350° W      | n.d.     |
| Hinks Dorsum  | Arthur Robert Hinks - Astronomo britannico (1873-1945) che nel 1910 ha utilizzato Eros per misurare la parallasse solare.                   | 42° N      | 318° W      | n.d.     |